# Oregon Route 452
Az Oregon Route 452 (OR-452) egy oregoni állami országút, amely kelet–nyugati irányban a 201-es út Adriantől délre fekvő csomópontjától az idahói államhatárig halad.
A szakasz Parma Spur Highway No. 489 néven is ismert.

## Leírás
A szakasz Adriantől délre ágazik le a 201-es útról délkeleti irányban. Miután átkelt a Kígyó-folyón, az útvonal keleti irányban a 454-es úttal való találkozása után északra, majd keletre fordul; innen egyenes vonalban haladva éri el az idahói államhatárt.